# Beyrède-Jumet-Camous
Beyrède-Jumet-Camous ist eine französische Gemeinde mit 210 Einwohnern (Stand: 1. Januar 2022) im Département Hautes-Pyrénées in der Region Okzitanien. Sie gehört zum Kanton Neste, Aure et Louron und zum Arrondissement Bagnères-de-Bigorre.
Sie entstand als Commune nouvelle mit Wirkung vom 1. Januar 2019 durch die Zusammenlegung der bisherigen Gemeinden Beyrède-Jumet und Camous, die in der neuen Gemeinde den Status einer Commune déléguée haben. Der Verwaltungssitz befindet sich im Ort Beyrède-Jumet.

## Gliederung
| Ortsteil                        | ehemaliger INSEE-Code | Fläche (km²) | Einwohnerzahl zum 1. Januar 2022 |
| ------------------------------- | --------------------- | ------------ | -------------------------------- |
| Beyrède-Jumet (Verwaltungssitz) | 65092                 | 15,90        | 178                              |
| Camous                          | 65122                 | 03,29        | 032                              |

## Lage
Das Gemeindegebiet wird vom Fluss Neste d’Aure durchquert, von dem hier der Bewässerungskanal Canal de la Neste abgezweigt wird.
Nachbargemeinden sind Esparros im Nordwesten, Hèches im Norden, Sarrancolin und Ilhet im Nordosten, Ardengost und Fréchet-Aure im Südosten, Arreau im Süden, Aspin-Aure im Südwesten und Campan im Westen.

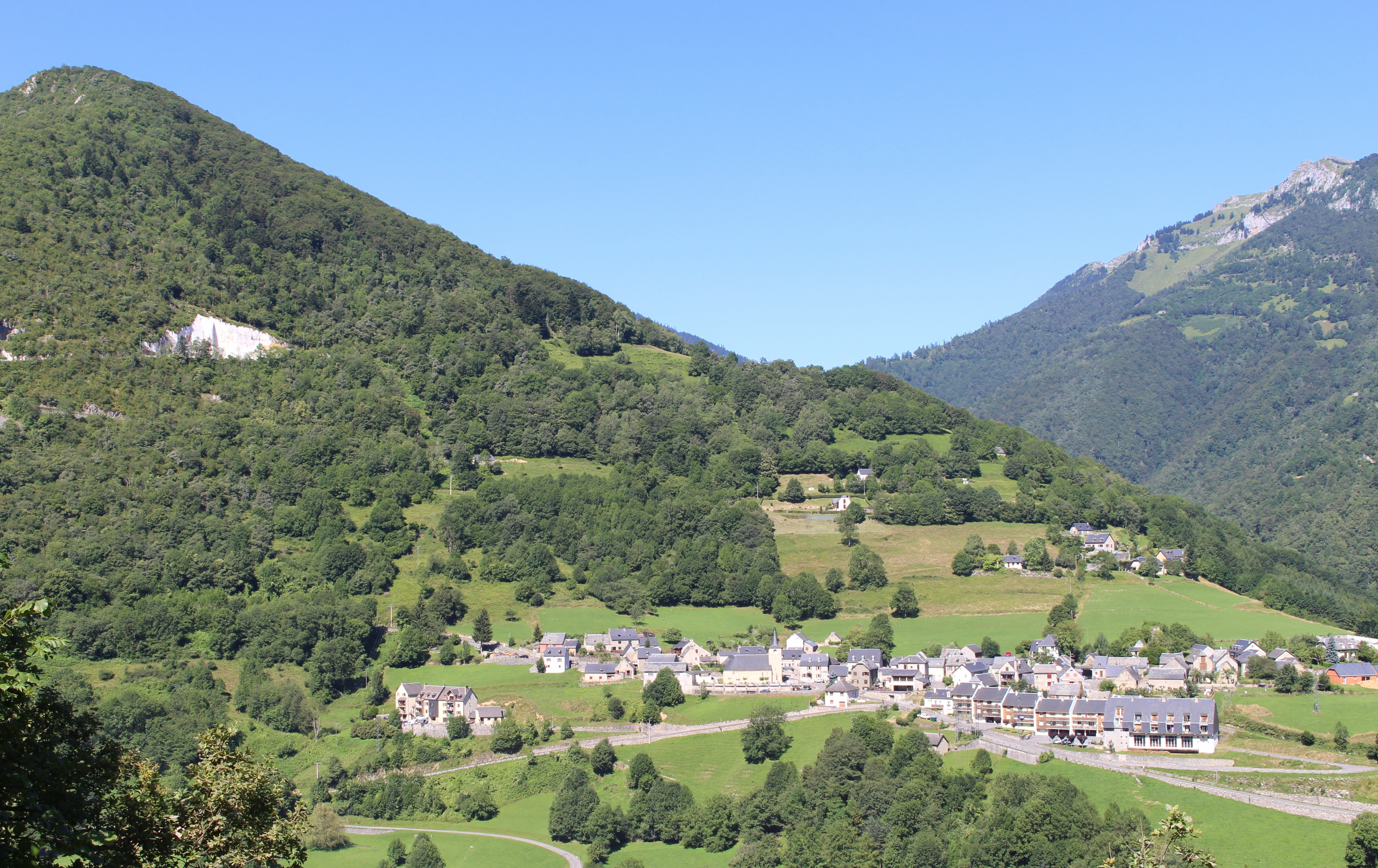
Beyrède-Jumet
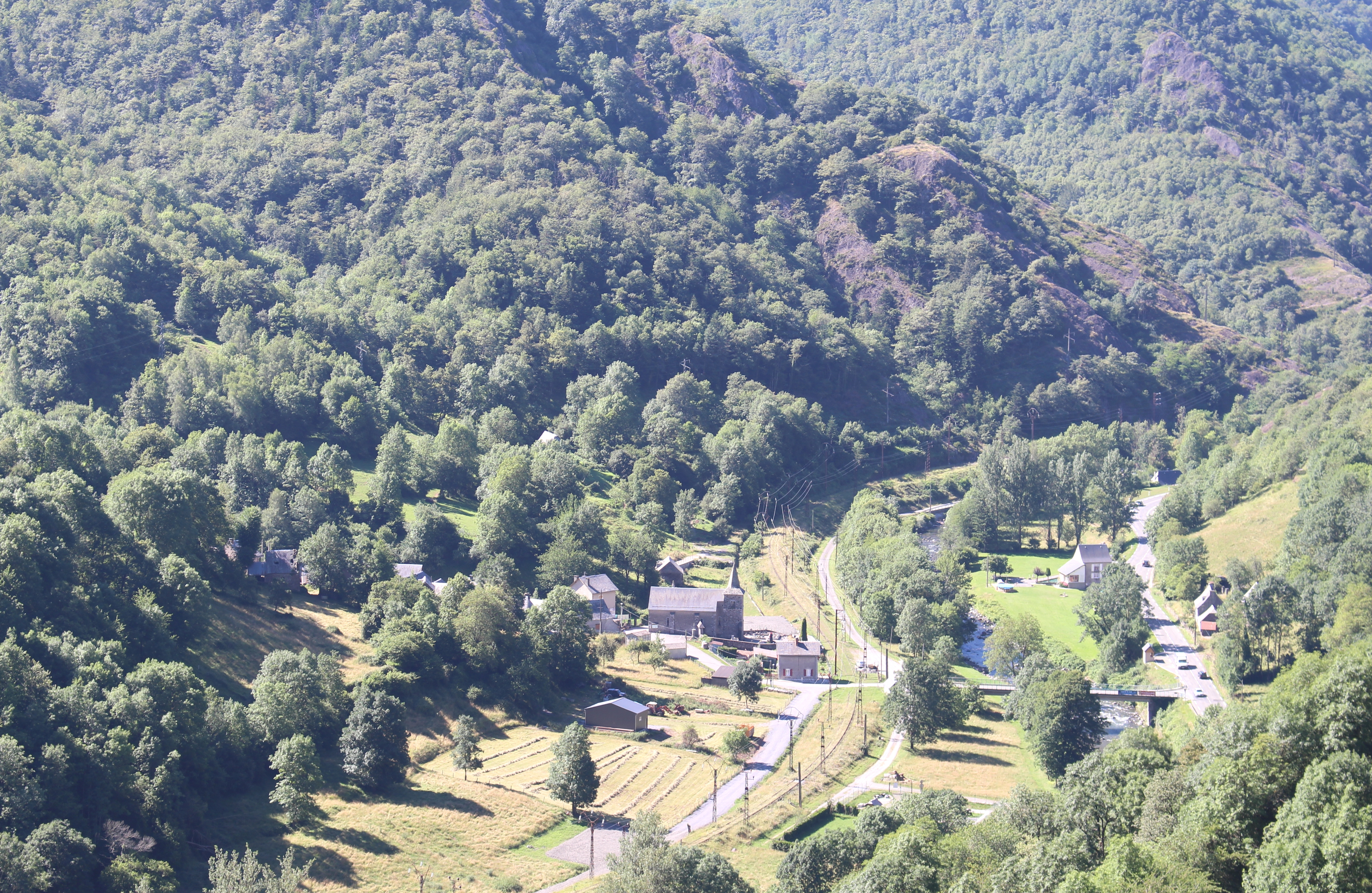
Landschaft bei Camous